# Campylaspis caperata
Campylaspis caperata är en kräftdjursart som beskrevs av Jones 1974. Campylaspis caperata ingår i släktet Campylaspis och familjen Nannastacidae. Inga underarter finns listade i Catalogue of Life.